# 菅原秀雄 (俳優)
菅原 秀雄（すがわら ひでお、1924年1月3日 - 2005年）は、日本の俳優である。本名同じ。青木富夫、葉山正雄、横山準、末松孝行、加藤清一とともに同時代の「松竹蒲田の名子役」と謳われた。

## 人物・来歴
1924年（大正13年）1月3日、北海道函館市蓬萊町（現在の同市宝来町）に生まれる。『芸能人物事典 明治大正昭和』（日外アソシエーツ）は、誕生日を「1月13日」としている。
数え年4歳のときに父が死去し、母とともに東京に移住した。その後、一時期、函館に戻るが、再び東京に移って、満6歳を迎えた1930年（昭和5年）1月、松竹蒲田撮影所に子役俳優として入社した。同年4月、蒲田尋常小学校（現在の大田区立蒲田小学校）に入学、同年5月15日に公開された岩田祐吉・高田稔主演による『父』（監督佐々木恒次郎）で映画界にデビューした。同年9月5日に公開された『新篇 己が罪作兵衛』（監督佐々木恒次郎）に出演して、井上正夫と共演、菅原は「名子役」と謳われるようになる。
当時の松竹蒲田には、すでに「名子役」が2人おり、それがいずれも前年の1929年（昭和4年）にデビューした高峰秀子と、「突貫小僧」こと青木富夫であり、彼らは菅原と同学年であった。高峰は菅原と同じ函館出身であり、青木は悪ガキを演じていたのに対して、菅原は「優等生で品行方正、親孝行少年の見本」を演じて、好対照であった。高峰とは1931年（昭和6年）8月15日に公開された小津安二郎監督の『東京の合唱』で、青木とは同年9月11日に公開された野村浩将監督の『危険信号』や、翌1932年（昭和7年）3月10日に公開された成瀬巳喜男監督の『青空に泣く』、同年6月3日に公開された小津安二郎監督の『大人の見る絵本 生れてはみたけれど』で共演している。同年12月1日に公開された衣笠貞之助監督のトーキー大作『忠臣蔵 前篇 赤穂京の巻』および『忠臣蔵 後篇 江戸の巻』は、京都の松竹下加茂撮影所が製作しており、同作には、菅原のほか、三井秀夫（三井弘次）や阿部正三郎、突貫小僧（青木富夫）ら蒲田のティーンや子役の俳優も出演している。
満11歳となった1935年（昭和10年）、同年2月に東京府東京市板橋区東大泉町（現在の東京都練馬区東大泉2-34-5）に新興キネマが新設した新興キネマ東京撮影所（現在の東映東京撮影所）に移籍した。記録に残る同社での最初の作品は、同年5月30日に公開された青山三郎監督によるサウンド版『自活する女』で、山路ふみ子が二役で演じ分けるところの「芸者お仙」と「早瀬恭子」のうち、後者の弟役を演じた。満16歳になった1940年（昭和15年）2月14日に公開された小石栄一監督の『熱情の翼』が、確認できる最後の出演作品である。やがて時代は第二次世界大戦に突入し、以後の消息は不明とされていたが、ハノイへの出征を経て復員後は鉄工関係の会社に勤務し、2005年（平成17年）に83歳で死去していたことが2020年に明らかになった。

## フィルモグラフィ

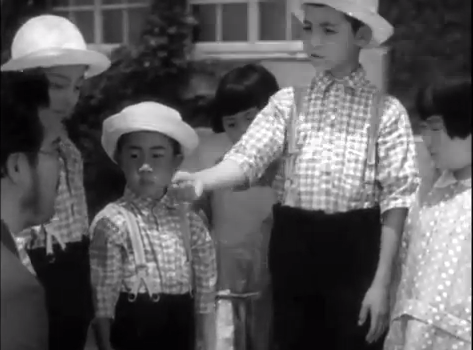
『腰辨頑張れ』（1931年）、満6歳、左から山口勇、菅原、葉山正雄、飯島善太郎、女子（不明）。

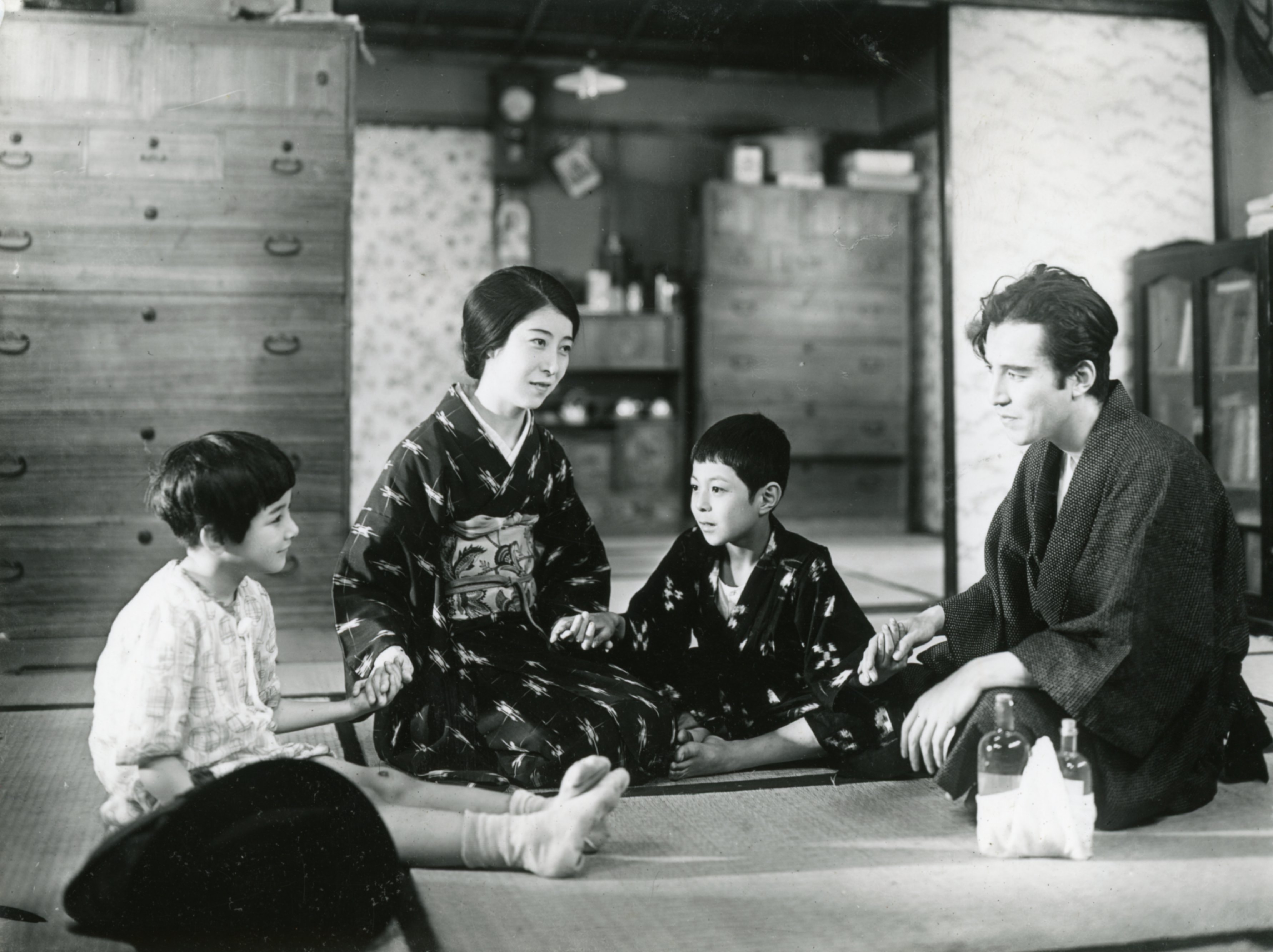
『東京の合唱』（1931年）、左から高峰秀子、八雲恵美子、菅原、岡田時彦。

すべてクレジットは「出演」である。公開日の右側には役名、および東京国立近代美術館フィルムセンター（NFC）、マツダ映画社所蔵等の上映用プリントの現存状況についても記す。同センター等に所蔵されていないものは、とくに1940年代以前の作品についてはほぼ現存しないフィルムである。

### 松竹蒲田撮影所
特筆以外すべて製作は「松竹蒲田撮影所」、すべて配給は「松竹キネマ」、特筆以外すべてサイレント映画である。
- 『父』 : 監督佐々木恒次郎、1930年5月15日公開
- 『新篇 己が罪作兵衛』 : 監督佐々木恒次郎、1930年9月5日公開 - 役名不明、21分尺で現存（マツダ映画社所蔵[10]）
- 『この母に罪ありや』 : 監督清水宏、1931年6月12日公開 - 哲夫の幼年時代
- 『腰辨頑張れ』 : 監督成瀬巳喜男、1931年8月8日公開 - その子供、38分尺で現存（NFC所蔵[8]）
- 『東京の合唱』 : 監督小津安二郎、1931年8月15日公開 - その長男、89分尺で現存（NFC所蔵[8]）
- 『危険信号』 : 監督野村浩将、1931年9月11日公開 - 主演
- 『山村の光』 : 監督松井稔、1931年10月24日公開 - 役名不明、56分尺で現存（NFC所蔵[8]）
- 『淑女倶楽部』 : 監督佐々木恒次郎、1931年11月28日公開
- 『青空に泣く』 : 監督成瀬巳喜男、1932年3月10日公開 - 英一（主演）
- 『大人の見る絵本 生れてはみたけれど』 : 監督小津安二郎、1932年6月3日公開 - 長男、90分尺で現存（NFC所蔵[8]）
- 『海の王者』 : 監督清水宏、1932年6月17日公開 - 芳雄
- 『村の凱歌』 : 監督柳井隆雄、1932年6月公開
- 『白夜は明くる』 : 監督清水宏、1932年9月9日公開 - その弟・真三郎
- 『聖なる乳房』 : 監督池田義信、1932年11月17日公開 [3]
- 『忠臣蔵 前篇 赤穂京の巻』 : 監督衣笠貞之助、製作松竹下加茂撮影所、トーキー、1932年12月1日公開 - 大三郎、前後篇139分尺で現存（NFC所蔵[8]）
- 『忠臣蔵 後篇 江戸の巻』 : 監督衣笠貞之助、製作松竹下加茂撮影所、トーキー、1932年12月1日公開 - 大三郎、同上[8]
- 『兄貴』 : 監督秋山耕作、製作松竹下加茂撮影所、1933年4月1日公開
- 『蝙蝠の安さん』 : 監督秋山耕作、製作松竹下加茂撮影所、1933年8月31日公開 [3]
- 『恋愛一刀流』 : 監督清水宏、1933年7月20日公開 - その弟・一雄
- 『生きとし生けるもの』 : 監督五所平之助、1934年11月15日公開

### 新興キネマ東京撮影所
特筆以外すべて製作は「新興キネマ東京撮影所」、すべて配給は「新興キネマ」、特筆以外すべてトーキーである。
- 『自活する女』 : 監督青山三郎、サウンド版、1935年5月30日公開 - 恭子の弟精一
- 『女人祭』 : 監督田中重雄、サウンド版、1935年9月19日公開 - 久美子の弟二郎
- 『喘ぐ白鳥』 : 監督田中重雄、サウンド版、1935年11月1日公開 - 賢次
- 『傷だらけのお秋』 : 監督勝浦仙太郎、サウンド版、1935年11月29日公開 - 恵一
- 『浮かれ桜』 : 監督曾根千晴、1936年4月15日公開 - お静の弟順一
- 『青葉の夢』 : 監督西鉄平、1936年8月21日公開 - 明子の弟健二
- 『掏摸の家』 : 監督牛原虚彦、製作高田プロダクション（高田稔）、配給新興キネマ、1936年9月1日公開 - 庄吉の弟金次
- 『新月抄』 : 監督村田実・鈴木重吉、1936年10月31日公開 - 怜子の弟
- 『軍国母の手紙』 : 監督久松静児、1937年10月21日公開 - 礼子の弟安雄
- 『白き手の人々』 : 監督西鉄平、1937年12月3日公開 - 芙美の弟
- 『”人生双六”より あわてた友情』 : 監督沼波功雄、1939年4月25日公開 - 小僧仙太郎
- 『男一匹』 : 監督久松静児、1939年7月12日公開
- 『暁の門出』 : 監督伊奈精一、1939年10月6日公開 - 次郎、56分尺で現存（NFC所蔵[8]）
- 『街の花売娘』 : 監督高木孝一、1939年11月15日公開 - 森岩吉
- 『熱情の翼』[8]（『情熱の翼』[5]） : 監督小石栄一、1940年2月14日公開 - 職工リス、72分尺で現存（NFC所蔵[8]）